# Семисолинское сельское поселение
Семисолинское се́льское поселе́ние — муниципальное образование в Моркинском районе Марий Эл Российской Федерации.
Административный центр — деревня Семисола.

## История
Статус и границы сельского поселения установлены Законом Республики Марий Эл от 18 июня 2004 года № 15-З «О статусе, границах и составе муниципальных районов, городских округов в Республике Марий Эл».
Состав сельского поселения установлен Законом Республики Марий Эл от 28 декабря 2004 года № 62-З «О составе и границах сельских, городских поселений в Республике Марий Эл».

## Население
| 2010  | 2011  | 2012  | 2013  | 2014  | 2015  | 2016  |
| ----- | ----- | ----- | ----- | ----- | ----- | ----- |
| 2270  | ↘2257 | ↘2126 | ↘2058 | ↘2007 | ↘1952 | ↘1922 |
| 2017  | 2018  | 2019  | 2020  | 2021  | 2023  |       |
| ↘1908 | ↘1892 | ↘1827 | ↘1794 | ↘1771 | ↘1706 |       |

## Состав сельского поселения
| №  | Населённый пункт | Тип населённого пункта          | Население |
| -- | ---------------- | ------------------------------- | --------- |
| 1  | Алмаметьево      | деревня                         | 377       |
| 2  | Большой Шоръял   | деревня                         | 93        |
| 3  | Кокрем           | деревня                         | 20        |
| 4  | Кушнанур         | деревня                         | 11        |
| 5  | Малиновка        | деревня                         | 2         |
| 6  | Малые Морки      | деревня                         | 105       |
| 7  | Малый Шоръял     | деревня                         | 97        |
| 8  | Машнур           | деревня                         | 7         |
| 9  | Нижняя           | деревня                         | 290       |
| 10 | Нурумбал         | деревня                         | 117       |
| 11 | Петровское       | село                            | 280       |
| 12 | Семисола         | деревня, административный центр | 362       |
| 13 | Сердеж           | деревня                         | 39        |
| 14 | Тумер            | деревня                         | 3         |
| 15 | Чукша            | деревня                         | 27        |
| 16 | Шордур           | деревня                         | 283       |
| 17 | Шурга            | деревня                         | 30        |
| 18 | Ядыксола         | деревня                         | 127       |